# 2003년 미국 북동부 대정전

정전이 일어났던 지역을 표시한 지도.

2003년 미국 북동부 대정전(2003年 美國 北東部 大停電, 영어: Northeast blackout of 2003)은 미국 북동부와 중서부, 그리고 캐나다 온타리오 주에 걸쳐 일어난 대규모 정전 사태이다. 정전이 일어난 시각은 동부 표준시로 2003년 8월 14일 오후 4시 10분이다.
이 대정전의 근본적인 이유는 오하이오 주에 위치한 퍼스트에너지 사의 경고 시스템에서 발생한 소프트웨어 버그였다. 소프트웨어 버그로 인해 제어실에서는 송전선에 과부하가 일어난 것을 눈치채지 못했고, 송전선이 수목과 접촉하면서 컨트롤 소프트웨어의 경쟁 상태를 일으켰다. 이 때문에 지역적인 정전으로 끝날 수 있었던 이 사건은 대규모 정전 사태로 번지게 되었다.
일부 전력은 같은 날 오후 11시에 회복되었지만, 다른 대부분의 지역은 이틀 후에서야 회복되었다.

## 같이 보기
- 1977년 뉴욕 정전